# 科爾卡區 (萬卡約省)
科爾卡區（西班牙語：Distrito de Colca），是秘魯的一個區，位於該國中部胡寧大區的萬卡約省，始建於1857年1月2日，面積113.06平方公里，海拔高度3,516米，2005年人口1,685，人口密度每平方公里15人。